# 江南 (小说家)
江南（1977年7月13日—），本名杨治，生于安徽省舒城县，中国当代幻想小说家。
江南自北京大学化学系毕业后，进入美国圣路易斯华盛顿大学攻读化学博士，2000年凭借回忆北大生活的小说《此间的少年》踏入文坛，后成为九州幻想奇幻主力作家之一。2009年开始连载的长篇系列幻想小说《龙族》在中国大陆具有较高的人气。其作品热血澎湃，张扬青春，广受年轻一代的追捧。曾为《九州志》（现已停刊）主编，媒体公司总经理。现居北京。江南是百度文学前身——纵横中文网的创始人之一，也是北京灵龙文化发展有限公司的创始人、法人代表。

## 生平
1995年，入读北京大学。
1999年，入读美国圣路易斯华盛顿大学，师从Michael L.Gross攻读博士。
2000年，创作《此间的少年》。
2001年，开始创作《九州·缥缈录》系列。
2004年，博士肄业，归国创业。
2005年，与今何在、大角等人创办杂志《九州幻想》。
2006年，江南与今何在、大角等人不合，九州分裂，江南从《九州幻想》主编去职。
2007年，创立「九州」概念MOOK《九州志》。
2008年，担任“完美时空”旗下“纵横中文网”副总经理。
2009年，开始创作《龙族》。
2010年，和北京大学团委合作拍摄校园公益电影《此间的少年》，在国内、美国、英国等全世界高校连映。与中国著名漫画家颜开合作推出《龙族》漫画。
2011年，作为中国青年作家代表出访埃及，在开罗书展上致《幻想与世界》专题报告受邀出席“全球青年未来创意领袖论坛“并发表演讲《颠覆败局》。
2012年，代表中国青年作家出访英国，致《我和我的世界》专题报告。
2013年，凭着幻想小说《龙族》，登上第八届中国作家富豪榜第一名。

## 主要作品

### 长篇小说
- 《此间的少年》
- 《一千零一夜之死神》（发行时名为《爱死你》）
- 《光明皇帝：业火》
- 《涿鹿·炎的最后子孙》
- 《上海堡垒》（同名电影编剧之一）
- 《荆棘王座》
- 《天王本生》（未完）
- 《蝴蝶风暴》系列
  - 《蝴蝶风暴 I ：猎犬狐》
  - 《蝴蝶风暴 II ：公主的战争》
- 《九州·缥缈录》系列
  - 《九州缥缈录 I ：蛮荒》
  - 《九州·缥缈录 II ：苍云古齿》
  - 《九州·缥缈录 III ：天下名将》
  - 《九州·缥缈录 IV ：辰月之征》
  - 《九州·缥缈录 V ：一生之盟》
  - 《九州·缥缈录 VI ：豹魂》
- 《九州》系列其他作品
  - 《九州·刺客王朝·葵》
  - 《九州·刺客王朝·莲》（未完）
  - 《九州·飘零书·商博良》
  - 《九州·商博良前传·归墟》（未完）
  - 《九州捭阖录·屠龙之主》（未完）
- 《龙族》系列
  - 《龙族 I ：火之晨曦》
  - 《龙族 II ：悼亡者之瞳》
  - 《龙族 III ：黑月之潮》（上、中、下）
  - 《龙族 Ⅳ ：奥丁之渊》
  - 《龙族 V ：悼亡者的归来》（断更中）
  - 《龙王：世界的重启》（《龙族 Ⅳ ：奥丁之渊》重制版）
- 《天之炽》系列
  - 《天之炽 1 红龙的归来》
  - 《天之炽 2 女武神》（分为1、2）

### 短篇小说
- 《刹那公子》
- 《猎风》（《刹那公子》初版）
- 《海市》（《商博良》前传）
- 《云龙之初》
- 《歌行者》（《云龙之初》初版）
- 《星野变》
- 《燕子焚》
- 《魂》
- 《铁甲》
- 《白雪夫人》
- 《箜篌引》
- 《追日》
- 《最后的姬武神》
- 《超女》
- 《天烽》（未完）
- 《茧》
- 《中间人》
- 《春风柳上原》
- 《烈火焚琴》
- 《小船》

### 随笔集
- 《龙与少年游》